# Hala im. Dolnośląskich Olimpijczyków w Legnicy
Hala im. Dolnośląskich Olimpijczyków – hala widowiskowo-sportowa w Legnicy przy ul. Lotniczej 52. Na co dzień służy drużynie piłkarzy ręcznych MSPR Siódemka Miedź Legnica. Obiekt może pomieścić ok. 1000 osób. Poza meczami ligowymi piłkarzy ręcznych w hali odbywają się również zawody tańca towarzyskiego oraz inne imprezy przeprowadzane przez legnicki Ośrodek Sportu i Rekreacji.